# Lochnevis
Die Lochnevis ist eine Fähre der Reederei CalMac Ferries. Das Schiff gehört Caledonian Maritime Assets in Port Glasgow, die es auch bereedern. Eingesetzt wird es von CalMac Ferries im Fährverkehr von Mallaig zu den im Englischen aufgrund ihrer geringen Größe als „Small Isles“ bezeichneten Inseln Eigg, Muck, Rùm und Canna.

## Geschichte
Das Schiff wurde unter der Baunummer 592 auf der Werft Ailsa Shipbuilding Company in Troon gebaut. Die Kiellegung fand am 22. Mai 1999, der Stapellauf am 8. Mai 2000 statt. Die Fertigstellung des Schiffes erfolgte am 27. Oktober 2000. Es war eines der letzten auf der Werft gebauten Schiffe. Die Baukosten beliefen sich auf £ 5,5 Mio.
Das Schiff wurde im November 2000 in Dienst gestellt. Es verkehrt zwischen Mallaig und den zu den Inneren Hebriden gehörenden Inseln Eigg, Muck, Rùm und Canna. Im Winterhalbjahr verkehrt die Fähre zusätzlich zwischen Mallaig und Armadale auf der Isle of Skye.
Für die Anläufe der „Small Isles“ blieb das Schiff zunächst vor den Inseln liegen, da diese mit Ausnahme der Insel Canna nicht über die nötige Infrastruktur für die Fähre verfügten. Passagiere und Güter wurden mit kleineren Booten zwischen den Inseln und der Fähre transportiert. Erst in den Jahren nach der Indienststellung der Lochnevis wurden auf den Inseln feste Rampen und Anleger gebaut.
Das Schiff ist nach Loch Nevis, einer Bucht zwischen den Halbinseln Knoydart und North Morar, benannt.

## Technische Daten und Ausstattung
Das Schiff wird von drei Zwölfzylinder-Viertakt-Dieselmotoren des Herstellers Cummins (Typ: KTA38-M2) mit jeweils 630 kW Leistung angetrieben. Die Motoren wirken über Untersetzungsgetriebe auf drei Propellergondeln mit Twin-Propellern. Das Schiff ist mit zwei Bugstrahlrudern ausgerüstet.
Das Schiff ist mit einem Fahrzeugdeck ausgestattet. Dieses ist teilweise von den Decksaufbauten überbaut. Der hintere Teil des Fahrzeugdecks ist nach oben offen. Das Fahrzeugdeck ist über eine Heckrampe zugänglich. Diese ist sehr lang ausgelegt, damit das Schiff an landseitigen Rampen ohne Gefahr einer Grundberührung anlegen kann, die zur Beschädigung der Propellergondeln führen könnte.
In den Decksaufbauten sind Aufenthaltsräume für die Passagiere sowie ein Selbstbedienungsrestaurant untergebracht. Außerdem stehen offene Deckbereiche zur Verfügung. Weiterhin sind in den Decksaufbauten Einrichtungen für die Schiffsbesatzung untergebracht. Die über die gesamte Breite geschlossene Brücke befindet sich im vorderen Bereich des Schiffes. Zur besseren Übersicht geht sie etwas über die Schiffsbreite hinaus. Für den Umschlag von Gütern befindet sich auf der Steuerbordseite oberhalb des Fahrzeugdecks ein Kran.
Die Fähre ist für 190 Passagiere zugelassen. Sie kann 16 Pkw befördern.